# Condylostylus flavimanus
Condylostylus flavimanus är en tvåvingeart som först beskrevs av Macquart 1842.  Condylostylus flavimanus ingår i släktet Condylostylus och familjen styltflugor. Inga underarter finns listade i Catalogue of Life.